# دمى بيني بيبيز
دمى بيني بيبيز هي مجموعة من الألعاب المحشوة التي ابتكرها رجل الأعمال الأمريكي تاي وارنر الذي أسس شركة تاي عام 1986. تُحشى هذه الألعاب بحبيبات بلاستيكية ("حبوب") بدلاً من الحشو الناعم التقليدي وتأتي بأشكال مختلفة معظمها حيوانات. برزت دمى بيني بيبيز كصيحة رائجة وعنصر قابل للتحصيل خلال النصف الثاني من تسعينيات القرن العشرين. وقد أُشير إليها باعتبارها أول ظاهرة عالمية على الإنترنت. لم يقتصر جمعها على الألعاب فحسب بل كان يُنظر إليها أيضًا كاستثمار مالي نظرًا لقيمتها العالية عند إعادة بيعها.

## التاريخ
قدمت شركة وارنر دمى بيني بيبيز عام 1993 في معرض الألعاب الدولي لأمريكا الشمالية/معرض الألعاب العالمي في مدينة نيويورك. بدأ التصنيع عام 1994 وبيعت الدمى لأول مرة في متاجر شيكاغو إلينوي بحوالي ٥ دولارات أمريكية. حيث كان هناك تسعة دمى بيني بيبيز أصلية: ليجز الضفدع وسكويلر الخنزير وسبوت الكلب وفلاش الدلفين وسبلاش الحوت وشوكليت الموظ وباتي خلد الماء وبراوني الدب (الذي سُمي لاحقًا كابي) وبينشرز الكركند (مع كتابة خطأ في بعض الملصقات "بانشرز"). سمحت شركة تاي المحدودة فقط لمتاجر الألعاب أو الهدايا الصغيرة ببيع دمى بيني بيبيز.
كانت المبيعات بطيئة في البداية. وبحلول عام 1995 رفض العديد من تجار التجزئة شراء حزم الألعاب المعروضة، ورفض تجار التجزئة الآخرون شراء دمى بيني بيبيز. وفي الوقت نفسه تقريبًا بدأت شركة تاي المحدودة بتقييد الإنتاج والتوزيع: إذ لم يكن بإمكان المتاجر شراء سوى 36 شخصية من كل شخصية شهريًا. كما قررت شركة وارنر "إيقاف" إنتاج الشخصيات بعد فترة زمنية معينة مما يعني أن إنتاجها سيتوقف في النهاية. أدى هذا الندرة الناتجة إلى زيادة كبيرة في المبيعات وبدأ اتجاه جمع دمى بيني بيبيز وإعادة بيعها. وسرعان ما أصبحت شعبيتها جنونًا وطنيًا في الولايات المتحدة.
في عام 1996 أصدرت شركة تاي دمى بيني بيبيز الصغيرة وهي مجموعة من دمى بيني بيبيز الصغيرة. وبيعت هذه الدمى بالتزامن مع وجبات هابي ميل من ماكدونالدز احتفالًا بالذكرى السابعة عشرة لوجبات هابي ميل. كما تعاونت الشركة مع شركات أخرى.
أعلنت شركة تي واي المحدودة. أنها ستتوقف عن إنتاج دمى بيني بيبز في ديسمبر 1999 ولكن الطلب المرتفع دفعها إلى إعادة النظر في الأمر قريبًا. استؤنف الإنتاج مرة أخرى في عام 2000 بدمية بيني بيبيز التي أطلق عليها اسم "ذا بيغينغ".
في أوائل عام 2008 أصدرت شركة تاي إصدارًا جديدًا من بيني بيبيز بعنوان بيني بيبيز 0.2. وقد وفّر شراء بيني بيبيز 0.2 لمالكها رمزًا للوصول إلى موقع بيني بيبيز التفاعلي على الإنترنت. إلا أن الموقع أُغلق منذ ذلك الحين.

## تصميم

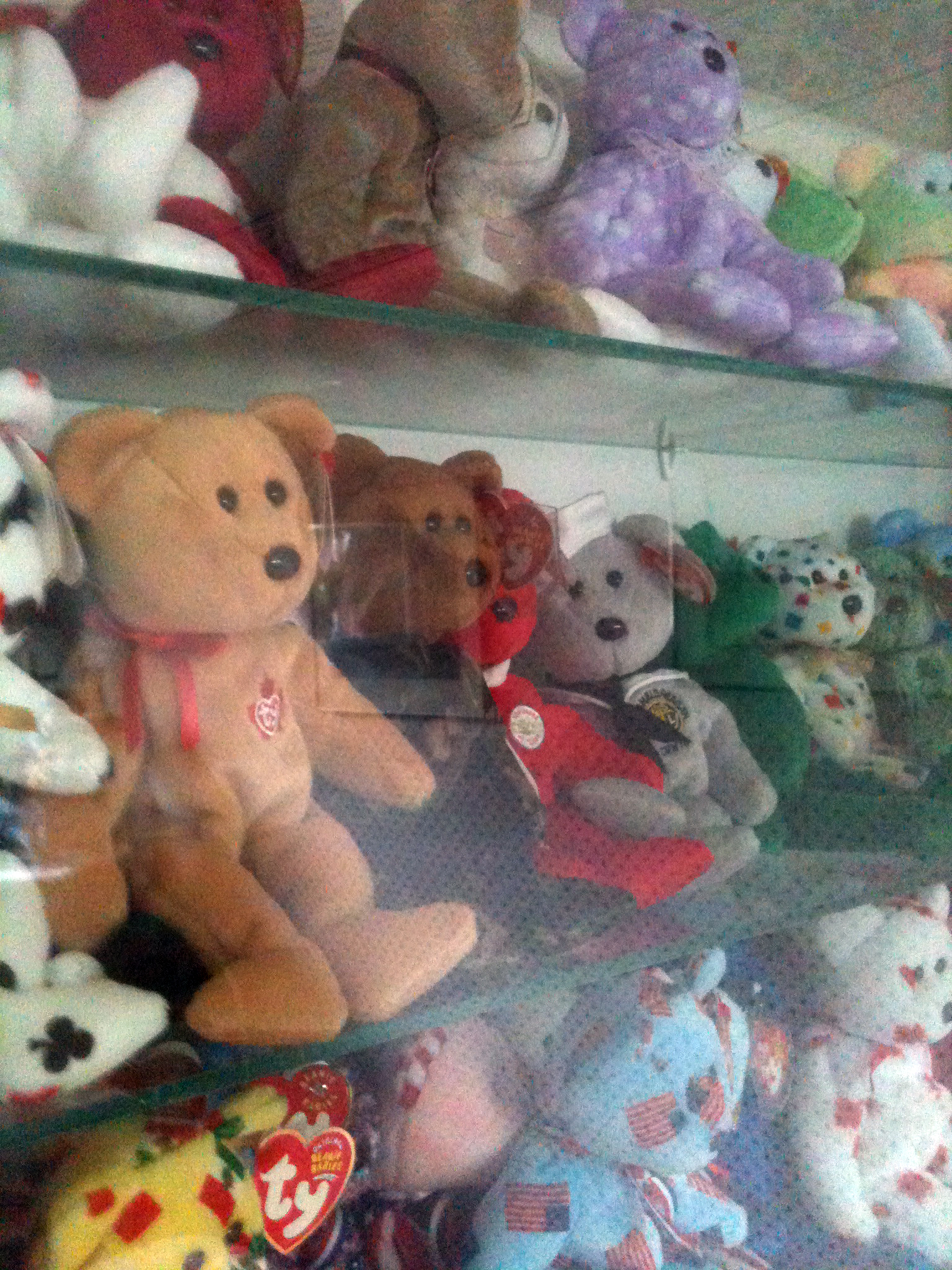
مجموعة من دمى بيني بيبيز

دمى بيني بيبيز محشوة بطريقة غير كافية عمدًا. أدى هذا إلى انتقادات بأن الألعاب تبدو "رخيصة" ومع ذلك فإن هذا يميزها عن معظم الحيوانات المحشوة المتوفرة في السوق والتي يصعب تشكيلها. صرّح تاي وارنر بأن طريقة الحشو غير الكافي هذه جعلت الألعاب تبدو "حقيقية".
من أهم عناصر التصميم هو البطاقة. منذ البداية تضمنت دمى بيني بيبيز علامتين للتعريف: بطاقة "تأرجح" على شكل قلب في الأعلى وبطاقة "توش" من القماش في الأسفل. وقد أُعيد تصميم العلامتين بالكامل مع مرور الوقت. بين عامي 1994 و1996 احتوت بطاقات التأرجح على خانات فارغة "إلى" و"من" لاستخدامها كهدايا. وبدءًا من أوائل عام 1996 تضمنت البطاقات قصائد من أربعة أسطر تتعلق بدُمية بيني بيبي وتاريخ ميلادها. ابتكرت لينا تريفيدي فكرة القصيدة وعيد الميلاد وهي من تأليف القصائد على أول 136 دمية بيني بيبيز طُرحت في السوق.
لم يكن من غير المألوف شحن دمى بيني بيبيز عن طريق الخطأ بعلامات غير صحيحة أو مكتوبة بوجه خاطئ مما كان يرفع أحيانًا من قيمتها. في بعض الأحيان تُغيّر القصائد وتواريخ الميلاد وحتى الأسماء على بعض دمى بيني بيبيز.

## تسويق
في البداية واجه تاي صعوبة في العثور على تجار تجزئة لطلب دمى بيني بيبيز. ولتشجيع تجار التجزئة الصغار على توفير المنتج قدم تاي دمى بيني بيبيز في معرض الألعاب في مدينة نيويورك عام 1993. ساهم هذا الحدث في جذب الانتباه إلى مجموعة الألعاب المحشوة. في عام 1994 بدأت متاجر محلية صغيرة في شيكاغو بإلينوي ببيع دمى بيني بيبيز بحوالي 5 دولارات أمريكية.
في أوائل عام 1995 أطلقت شركة تاي النسخة الأولى من موقعها الإلكتروني وهو أول موقع إلكتروني موجه للشركات والمستهلكين مصمم للبيع المباشر. وبالتزامن مع إطلاق الموقع طُبعت جميع بطاقات بيني بيبي على ملصقاتها مع رابط موقعها الإلكتروني وأُضيف نص جديد يحمل اسم الشركة وعبارة "تفضل بزيارة موقعنا". ونتيجةً لذلك زار العديد من المستهلكين موقع تاي الإلكتروني لمزيد من المعلومات حول بيني بيبيز. وقد مثّل هذا المسعى بداية طفرة بيني بيبيز.
في وقت لاحق من عام 1995 اضطرت شركة تاي إلى إيقاف إنتاج لعبة "لوفي ذا لامب" الشهيرة بسبب مشكلة مع الموردين في الصين. توصل الرئيس التنفيذي تاي وارنر إلى حل وهو إبلاغ تجار التجزئة بتوقف إنتاج "لوفي" بل واقترح إيقاف إنتاج العديد من دمى "بيني بيبيز" الأخرى أيضًا. انتشر هذا الخبر بين الناس حيث بدأ البائعون المتحمسون بتخزين دمى "تاي" المحشوة قبل أن يتمكنوا من ذلك مما أدى إلى زيادة الطلب على دمى "بيني بيبيز". أدى عدم التوافق بين العرض والطلب إلى قيام المستهلكين بشراء دمى "بيني بيبيز" بكميات كبيرة من موقع تاي الإلكتروني لإعادة عرضها في المزادات بأسعار مبالغ فيها للغاية.

## قابلية التحصيل
بدأت دمى بيني بيبيز في الظهور كقطع تجميعية شعبية في أواخر عام 1995 وأصبحت لعبة رائجة. استراتيجية الشركة المتمثلة في الندرة المتعمدة وإنتاج كل تصميم جديد بكميات محدودة وتقييد شحنات المتاجر الفردية بأعداد محدودة من كل تصميم وإيقاف التصميمات بانتظام خلقت سوقًا ثانوية ضخمة للألعاب وزادت من شعبيتها وقيمتها كقطعة تجميعية.
كانت شركة تاي تُوقف إنتاج تصاميم مُختلفة بشكل مُمنهج وافترض الكثيرون أن قيمة جميع التصاميم "المُتوقفة" سترتفع بنفس القدر الذي ارتفعت به قيمة المُتقاعدين المُبكرين. استمر هذا الهوس حتى عام 1999 ثم تراجع تدريجيًا بعد أن أعلنت شركة تاي أنها ستتوقف عن إنتاج دمى بيني بيبيز وصنعت دبًا يُسمى "النهاية". بعد فترة من الإعلان الأصلي عن توقف الشركة عن الإنتاج طلبت تاي من الجمهور التصويت على استمرار إنتاج المنتج، وصوّت المُعجبون وهواة الجمع بأغلبية ساحقة على إبقاء الألعاب في السوق.
في ذروة شعبيتها كان الناس يبيعون البينيز بعشرة أضعاف على موقع إباي. وفي أوجها شكلت البينز 10% من مبيعات إباي. وقام بعض هواة الجمع بتأمين مشترياتهم بآلاف الدولارات.
فيما يلي العوامل الرئيسية التي ساهمت في الطبيعة القابلة للتحصيل لـبيني بيبيز:
- عناصر إبداعية فريدة من نوعها - يحتوي كل منتج على عيد ميلاد فريد وقصيدة مطبوعة على بطاقة كل دمية بيني بيبي.
- الندرة - انخفاض العرض عن الطلب على المنتج.
- التوفر - كانت دمى بيني بيبيز تُباع في البداية فقط في متاجر الهدايا الصغيرة المملوكة بصفة فردية والمتاجر المتخصصة.
- الإصدارات الجديدة والتقاعدات - عدة مرات في السنة كانت شركة تاي المحدودة. تتقاعد عن إنتاج شخصيات بيني بيبي معينة وكان إنتاج هذه الشخصيات يتوقف لإفساح المجال لتصميمات جديدة.[19]

كان وارنر مدركًا تمامًا لاحتمالية انفجار فقاعة بيني بيبيز فبدأ في النهاية يُلزم تجار التجزئة الذين يبيعون بيني بيبيز بتخزين خطوط إنتاج أخرى من شركته إذا رغبوا في الاستمرار في بيعها. ولم يُحقق أيٌّ من هذه الخطوط نجاحًا يُضاهي بيني بيبيز مع أنها حافظت على استمرار الشركة بعد انتهاء هذه الموجة وفي النهاية حقق بعضها نجاحًا باهرًا.

## إنترنت
كانت شركة تاي المحدودة. أول شركة تُنشئ موقعًا إلكترونيًا موجهًا من الشركة إلى المستهلك مُصممًا لجذب انتباه السوق. وكان هذا عاملًا رئيسيًا في الشعبية المُتنامية والمُتسارعة لمنتجات بيني بيبيز. وبحلول وقت نشر النسخة الأولى من موقع تاي الإلكتروني في أواخر عام 1995 (بواسطة لينا تريفيدي) لم يكن سوى 1.4% من الأمريكيين يستخدمون الإنترنت. وبالتزامن مع إطلاق موقع تاي الإلكتروني عام 1995 حملت جميع ملصقات بيني بيبيز رابط موقع تاي الإلكتروني بالإضافة إلى دعوة للعمل مطبوعة أسفل القصائد وأعياد الميلاد مما حثّ الجمهور على زيارة موقع الشركة الإلكتروني مع نص يقول: "تفضلوا بزيارة صفحتنا الإلكترونية!!!". ونتيجةً لذلك زارت حشود من المستهلكين موقع تاي الإلكتروني للحصول على معلومات حول بيني بيبيز وهو أمرٌ غير مسبوق في ذلك الوقت. كانت شركة تاي المحدودة. أول شركة تُوظّف موقعها الإلكتروني للتواصل مع مُستهلكي منتجاتها والتفاعل معهم. وقد تطور هذا الجهد ليصبح أول حدثٍ إلكترونيٍّ في العالم.

## دمى بيني بيبيز المقلدة
بدأت دمى بيني بيبي المقلدة في الظهور في عام 1997. في البداية كانت الدمى المقلدة الرخيصة والمقلدة من دمى بيني بيبي الشائعة متاحة على نطاق واسع بأسعار مخفضة.
شنت السلطات حملةً على دمى بيني بيبيز المقلدة في أواخر التسعينيات. وحوكم أشخاصٌ لتورطهم في تجارة دمى بيني بيبيز المقلدة. في عام 1998 صادرت السلطات البريطانية أكثر من 6000 دمية بيني بيبيز مقلدة. وفي عام 1999 سُجن رجلٌ من مينيسوتا وغُرِّم ووُضع تحت المراقبة لتورطه في تهريب دمى بيني بيبيز المقلدة.

## وسائط
في أعقاب نجاح بيني بيبيز صدرت منشورات متخصصة بها. ومن أكبرها مجلة "عالم أكياس الفاصولياء" لماري بيث وهي مجلة شهرية مخصصة لبيني بيبيز وألعاب القطيفة المنافسة. صدرت من عام 1997 إلى عام 2001.
في أغسطس 2021 ظهرت بيني بيبيز في حلقة خاصة في الموسم الأول الحلقة الرابعة من الجانب المظلم من التسعينيات على قناة فايس ميديا بعنوان "بيني بيبيز غو بست".
أصدر فيلم وثائقي عن بيني بيبيز بعنوان بيني مانيا على هبو ماكس في ديسمبر 2021.
في يوليو 2023 أصدرت أبل تي في+ فيلمًا كوميديًا دراميًا بعنوان ذا بيني بابل استنادًا إلى كتاب زاك بيسونيت لعام 2015 فقاعة بيبي بيني العظيمة: الوهم الجماعي والجانب المظلم من اللطف.

## بينيز مرخصة
في أواخر العقد الأول من القرن الحادي والعشرين بدأت تظهر دمى بيني بيبيز المصممة على غرار شخصيات من امتيازات الأطفال الشهيرة من نيكلوديون ودريم ووركس وباراماونت. وشملت هذه الشخصيات من الرسوم المتحركة على قناة نيكلوديون التلفزيونية مثل سبونج بوب سكوير بانتس ودورا المستكشفة وبلوز كلوز وذا باك يارديجانز بالإضافة إلى شخصيات من أفلام دريم ووركس أنيميشن مثل شريك الثالث وفيلم العصر الجليدي: فجر الديناصورات من إنتاج شركةفوكس للقرن العشرين. كما أنتجت دمى بيني بيبيز لشخصيات من أسطورة الحراس: بوم غاهول وسلسلة كتب حراس غاهول وسكوبي دو وهيلو كيتي والفول السوداني. ومؤخرًا أنشئت دمى بيني بيبيز المصممة على غرار شخصيات ديزني بما في ذلك ميكي ماوس وميني ماوس وويني ذا بوه وأولاف من فيلم فروزن. بالإضافة إلى ذلك أنتجت شركة تاي ألعاب بيني بيبي مستوحاة من شخصيات مسلسل ديزني جونيور التلفزيوني "دكتورة ماكستافينز" وأفلام بيكسار مثل "سيارات" و"البحث عن دوري" وأبطال مارفل كوميكس الخارقين. كما تعاونت تاي مع يونيفرسال بيكتشرز وسوني بيكتشرز أنيميشن وهاسبرو لإنتاج دمى بيني بيبيز مستوحاة من شخصيات من امتيازات مثل "أنا الحقير" و"غناء" و"ماي ليتل بوني". كما وسعت تاي مجموعة دمى بيني بيبيز على نكلوديون لتشمل شخصيات من "دورية المخلب" و"سلاحف النينجا المراهقة المتحولة" و"بيبا بيغ".

## التبرعات الخيرية
في يناير 2020 طُرحت دمية "كاتي الكوالا" من بيني بيبيز. وأعلن تاي أن 100% من أرباح بيعها ستُخصص لمنظمة إنقاذ الحيوانات الأسترالية "وايرز" (شركة خدمات معلومات وإنقاذ وتعليم الحياة البرية). وفي أبريل 2020 تعهد إتش. تاي وارنر بالتبرع بنسبة 100% من أرباح بيع دب "هوب" من بيني بيبيز وهو إصدار محدود لصندوق "يونايتد واي وورلد وايد" لدعم جهود مكافحة كوفيد-19. وفي 2 مارس 2022 أعلن وارنر أن جميع أرباح مبيعات "بيني بيبيز" خلال شهر مارس ستُخصص لمنظمة "أنقذوا الأطفال" وهي منظمة تُقدم مساعدات طارئة للمحتاجين في أوكرانيا.
تبرعت شركة وارنر بأكثر من 300 مليون دولار أمريكي لمختلف الجمعيات الخيرية منذ انطلاقها. ومؤخرًا قاموا بالتبرع بكامل أرباح دمية "ماكس" الكلبة "بيني بيبيز" التي صدرت حديثًا لجمعية "نيكست" للتوحد.

## روابط خارجية
- الموقع الرسمي لـ Ty
- قاعدة بيانات دمى بيني بيبيز